# Turner M. Marquett

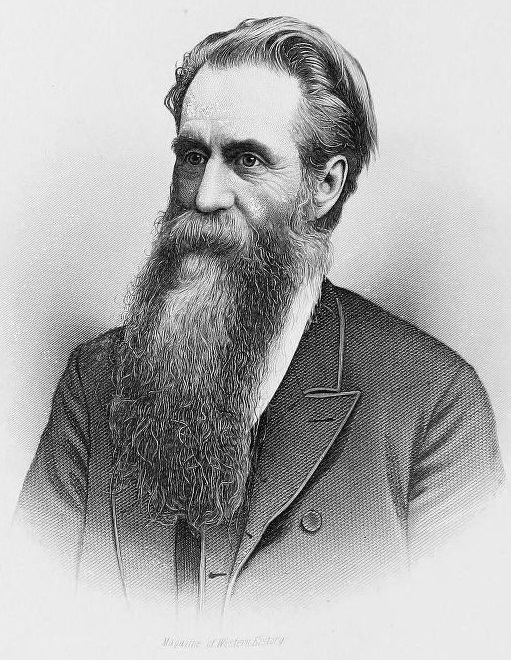
Turner M. Marquett

Turner Mastin Marquett (* 19. Juli 1831 bei Springfield, Ohio; † 22. Dezember 1894 in Tampa, Florida) war ein US-amerikanischer Politiker. Im Jahr 1867 vertrat er für zwei Tage den Bundesstaat Nebraska im US-Repräsentantenhaus.

## Werdegang
Turner Marquett besuchte die öffentlichen Schulen seiner Heimat und danach die Springfield High School sowie das Wittenberg College. Anschließend absolvierte er die Ohio University in Athens. Im Jahr 1856 zog er nach Plattsmouth im Nebraska-Territorium, wo er nach einem Jurastudium als Rechtsanwalt arbeitete.
Marquett wurde Mitglied der Republikanischen Partei. Zwischen 1857 und 1859 war er Abgeordneter im territorialen Repräsentantenhaus, von 1860 bis 1861 gehörte er dem territorialen Regierungsrat an. Bei den Kongresswahlen des Jahres 1866 war er zum Delegierten des Territoriums im US-Repräsentantenhaus gewählt worden. Da sich aber das Territorium zwischenzeitlich aufgelöst hatte und als Bundesstaat den Vereinigten Staaten beigetreten war, wurde diese Wahl hinfällig. Marquett gewann aber die ersten regulären Kongresswahlen als Abgeordneter des damals einzigen Wahlbezirks von Nebraska. Allerdings konnte er sein Mandat erst am 2. März 1867 übernehmen, da zu diesem Zeitpunkt der Beitritt wirksam wurde. Für Marquett blieben damit nur zwei Tage als Kongressabgeordneter, da die Legislaturperiode des Kongresses am 3. März endete.
Danach arbeitete er wieder als Anwalt in Plattsmouth. Im Jahr 1874 zog Turner Marquett nach Lincoln. Von 1869 bis zu seinem Tod am 22. Dezember 1894 war er juristischer Vertreter der Eisenbahngesellschaft Chicago, Burlington and Quincy Railroad.